# Мирто
Мирто (итал. Mirto; сиц. Mirtu) — коммуна в Италии, располагается в регионе Сицилия, в провинции Мессина.
Население составляет 1073 человека (2008 г.), плотность населения составляет 119 чел./км². Занимает площадь 9 км². Почтовый индекс — 98070. Телефонный код — 0941.
Покровительницей коммуны почитается святая Фёкла Иконийская, празднование 24 сентября.

## Демография
Динамика населения:

## Администрация коммуны
- Официальный сайт: http://www.comune.mirto.me.it/